# Lomographa unimaculata
Lomographa unimaculata là một loài bướm đêm trong họ Geometridae.